# Seinabo Sey
Seinabo Sey (Stockholm, 7 oktober 1990) is een Zweeds zangeres en singer-songwriter, die in 2014 bekend werd door haar single Younger.

## Achtergrond
Sey is geboren in Södermalm, een stadsdeel van Stockholm. Ze groeide gedeeltelijk op in Gambia, het geboorteland van haar vader Maudo Sey, die in West-Afrika een bekend muzikant was. Op 8-jarige leeftijd verhuisde ze naar Halmstad, waar ze deelnam aan een opleidingsprogramma voor muzikaal getalenteerde tieners. Zangeressen als Alicia Keys en Beyoncé waren haar inspiratiebron. Op 16-jarige leeftijd verhuisde ze weer naar Stockholm, om daar naar een muziekschool te gaan.

## Carrière
Al als tiener schreef Sey haar eigen liedjes. Ze werkte met samen met diverse muzikanten en begeleidde hen bij concerten. Samen met producent Frank Nobel vormde ze het duo Def Chronic, dat in 2010 de eerste nummers uitbracht. Het werk trok aandacht, maar een grote doorbraak bleef uit.
Sey kreeg uiteindelijk een platencontract bij Universal Music Group. Ze ging samenwerken met producer Magnus Lidehäll, die eerder nummers produceerde met onder anderen Britney Spears en Kylie Minogue. Eind 2013 verscheen de single Younger, die in januari 2014 de Top-15 van de Zweedse hitlijst zou bereiken. Dat succes werd enkele maanden daarna overtroffen toen de Noorse dj Kygo een remix van het nummer maakte. Zijn remix bereikte de nummer 1-positie in Noorwegen en in de Hot Dance Club Songs-hitlijst van Billboard.
In de loop van 2014 bracht Seinabo Sey nog twee singles uit: Hard Time en Pistols At Dawn, in oktober gevolgd door haar debuut-ep For Madeleine, waarop naast de drie genoemde singles nog twee andere nummers staan. Madeleine is de naam van haar moeder.
In januari 2015 trad Seinabo Sey op tijdens Eurosonic Noorderslag in Groningen. Dit leidde in Nederland tot aandacht voor haar muziek. Younger kwam op de playlist van NPO 3FM en eind februari werd de Kygo remix van het nummer uitgeroepen tot 3FM Megahit. Eind maart 2015 verscheen (alleen in Scandinavië) een tweede ep, getiteld For Maudo (haar vader).
Haar debuutalbum Pretend verscheen op 23 oktober 2015. Het album bevat diverse tracks die eerder op de genoemde twee ep's verschenen, aangevuld met een aantal nieuwe nummers. Voor de titeltrack Pretend en het nummer Poetic worden videoclips gemaakt.

## Discografie

### Albums
- Pretend (2015)

### Ep's
- For Madeleine (2014)
- For Maudo (2015)

### Singles
- "Younger" (2013)
- "Hard Time" (2014)
- "Pistols At Dawn" (2014)
- "Pretend"(2015)
- "Poetic" (2015)